# 瀬川泉
瀬川 泉（せがわ いずみ）は、畑健二郎の漫画作品およびそれを原作とするアニメ『ハヤテのごとく!』に登場する架空の人物。アニメでの声優は矢作紗友里。
なお、当該作中登場人物の一人である西沢歩については、作中では主に「西沢さん」の呼称が用いられるが、本項では以下「歩」と表記する。

## プロフィール
- 誕生日：6月21日
- 血液型：A型
- 年齢：17歳（初登場時16歳）
- 身長：157cm
- 体重：44kg

## 人物像
ハヤテ、ナギと同じクラスの女の子。家族構成は父・ストリンガー、双子の兄・虎鉄。学級委員長で美希曰く「いいんちょさんレッド」。生徒会の下っ端の役員でもある。動画研究部の部員。小等部から白皇学院に通っている、日本では超有名な電気メーカー・ソ○ーのお嬢さま（創始者は祖父）。前述の通り、執事である虎鉄は実の兄である。家は大豪邸で、支払いもカードで行う相当な金持ち。カレーは激辛。意外な場面に逢った際には「ほえ?」「ふへ?」などの少し変形的な感嘆符を発言することが多く、語尾に「♡（白抜きのハートマーク）」がつくことが多い。また、笑い方は「にはは〜」を使うことが多い。
小学校時代からエスカレーター式に上がっているため、「よほどのことでは落第しない」白皇学院で落第しそうなぐらい頭が悪く、テスト勉強と称し宿直室で合宿したりしている。補習にも呼ばれるが、生徒会3人娘で揃ってすぐ居なくなるため、ヒナギクは勉強を教えるよう頼まれている様子である。雪路に「私よりも無能そう」という理由で委員長に任命されている。事務等の仕事も苦手で、仕事はほぼヒナギクに任せっぱなしであり、ハヤテにはヒナギクは大変だと思われている。本人はクラス内では行動的にはナギや雪路が問題だと思っているが、ナギがいい子であることは分かっている。美希や理沙には恥ずかしい映像を撮られまくっているようで、そういう意味では白皇在学時代の牧村志織とマリアの関係に似ている。ハヤテのいる宿直室でもへそ出しパジャマで登場していることから、基本的にガードが甘いようである。番外編（第8巻「SMALL TWO OF PIECES」）によると世界遺産は幼稚園のときに見飽きたとのこと。
2年進級時には、1年の時と同じくハヤテ・ナギ・美希・理沙と同じクラスになり、ヒナギク・愛歌・千桜・虎鉄も同じクラスになった。

## 性格・容姿
苦手なことは嫌いで、それ以外はみんな大好き。小さい子供のように純粋な性格で、いつもニコニコ笑って無邪気な口調で話す。ハヤテら作中の多くの人物が裏表のある人物なので、作者にとってはこういう裏表の無い人物は「話が明るくなって良い感じ」だという。作中における「癒し系」の役割を果たしているともいえる。少し天然で周囲には強引な人が多い。面白そうなことには何にでも興味を持ち、女装姿のハヤテが虎鉄に迫られるところを見てわくわくしたこともある。本当に怒っている場合も常にいつもの笑顔のままではあるが、赤面したり泣き出したりすることもある。同室にハヤテがいるにもかかわらず彼が向こうを向いているすきに着替えるなど無茶なことをやることもある。
雪路の誤解を招く発言でハヤテが落ち込んでいる際は、「自分もいじめられるのとかスキかも」、と慰めようとするなど、深く考えずに発言してしまうことがある。泉をメインにした話が作られたのは作者が設定でとりあえず泉を委員長にしていたためであったが、作者自身が使う機会を逸したとしてそれほど意識していなかった。しかし、第1回人気投票では、「いじめられるのとか好きなところが好き」等の理由で8位だった。
髪は紫色で瞳は赤色で描かれる。髪の両端を歩同様軽く結んでいるが、歩のようにリボンでツインテールではなく、二つの赤い丸い飾りが付いた髪結いゴムでツーサイドアップにしている。当初は制服姿が多かったこともあってか胸がないように描かれたが、咲夜同様どんどん大きく描かれるようになり、後の描写ではあるように描かれている。本編できちんと分かったのは私服の横アングルだが、それ以前にも第1回人気投票の回の「恥ずかしい映像」や第11巻第5話の見開きでも分かりにくいが確認できる。シラヌイとの話ではブラチラ、ハヤテの瀬川家への使いの話ではパンチラもある。また、ヒナギクと同様にスカートの下にはスパッツを履いているが、時にスパッツを履いていない時もある。

## 対人関係
美希、理沙とは白皇学院小等部の頃から一緒の仲で、二人のことは「ミキちゃん」「リサちん」と呼ぶ。3人のなかでは主にツッコミ役を担当。3人で「ザ・生徒会役員」を自称するが、いざ仕事となると専ら他の2人が逃げていってしまうので、他の生徒（ハヤテなど）を頼ることも多い。仕事を放り出さないという点では理沙や美希よりしっかりしているとも言えるが、仕事を人並みにこなしているとは言い難く、結局は多くを生徒会長であるヒナギクに押し付けてしまっており、学業の成績は3人の中でも1番低い。ハヤテのことを「ハヤ太君」と呼び始めたのも泉であり、その後ザ・生徒会役員の間では「ハヤ太君」がハヤテのあだ名として定着した（最初は間違えたような雰囲気で呼んでいたが、三人とも本名がハヤテであることは知っている）。理沙以外の女の子は、名前に「ちゃん」をつけて呼んでいる。
ハヤテからは基本的に「瀬川さん」と呼ばれているが、何度か「泉さん」と呼ばれた事もある。
美希、理沙と比べると、ハヤテと関わる機会が多い。また、ハヤテに対して純粋な興味と好意を抱いているためでもある。実際、メインヒロインでは無いにもかかわらず、彼女のハヤテに対する想いをある程度強調した描写・場面もそれなりに多い。実はハヤテの幼稚園時代にも、「ラッキー」という犬（三千院家にも同名の犬が暮らしており、3日間不在になっていたときがある）に襲われていた所をハヤテに助けてもらったことがあり、その際に助けてもらったお礼としてハヤテにファーストキスをした。その時にも泉はハヤテを「ハヤ太君」と呼んでいた。ただし、白皇学院に入学した当初は2人共そのようなことがあったとしか覚えておらず、相手が誰であったかは覚えていないが、泉の方は顔をわずかながら覚えており、ハヤテではないかと感付いているものの、確信には至っていない。
雪路が、社交界デビューのために一度は男女間の愛の告白の様子を見てみたい、と要求した際には、通りかかったハヤテとで、その実演を強いられた。この際、ハヤテがある程度の緊張を持って演技に接したために、告白を受けた泉は思わず頬を赤らめていた。なお、二人の様子にやや警戒心を覚えたナギが、その後ハヤテに釘を刺している描写もある。
銀杏商店街にてハヤテが歩とラブコメさながらの雰囲気を醸していたのを見た時も、その様子を気にしてヒナギク・美希・理沙と共に2人を追いかけ、更にその直後のハヤテの発言（ハヤテに一時期恋人が居た、というもの）を聞かされた際には作中随一の動揺を見せた。
ハヤテが瀬川家へ使いに行った時には、ストリンガー（父親）の勘違い（ハヤテと泉が相思相愛の仲である、というもの）に対して顔を真っ赤にし、また‘アーたん’の思い出を回顧し思わず涙を零したハヤテを、そっと抱きしめて慰めた。この様子を見た美希・理沙は泉がハヤテに好意を持っている事をうすうす勘繰り始めている（それまでは二人はストリンガーの勘違いを全くの事実無根として大笑いしていた）。
ミコノス旅行が終わってからもハヤテを意識したりトラブルに巻き込まれており、26巻の4コマでは美希と理沙に放課後の掃除を1人で押し付けられた際に「ハヤ太君が見守ってくれてると思えばやる気も出る」という理由で黒板にハヤテの絵を描いている。また雪路に渡したプリントをシラヌイに気を取られて落としてしまった罰として、放課後の掃除を任された際に、美希が忘れていったビデオカメラでハヤテとの妄想一人芝居を撮影していた。また、美希と理沙の悪ふざけで汚れてしまった為に、生徒会の入浴室に向かった際に、ハヤテの性別を確かめに来ていたルカとぶつかり、ルカも汚してしまったため、一緒に入浴室に向かった事で、ルカがハヤテの性別を知るきっかけを作ったと同時にハヤテに自分の裸を見られてしまったが、特に怒る事はなく「たいしたものを見せられずにゴメンね」とまで言っていた。かつて教えた自身の誕生日をハヤテがちゃんと覚えており手作りのケーキを用意してくれた際にはかなり喜んでおりその喜びを日記に書き込んでいる。
一度シラヌイに携帯電話を盗まれたことがある。その為高尾山ハイキングでは他の生徒と連絡が取れず（おまけに一緒に居た雪路には置いてけぼりにされ）、結局最後に一人だけで遭難してしまい、高尾山編のオチを一人で担わされてしまった。さらには、その不備を『電機会社の家人失格』と父親に叱責され、罰として数日間メイド服を着ての生活を強要された（この時はその姿を知り合いに見られたくない一心から、しばらくの間引きこもりになっていた）。
双子の兄である虎鉄は瀬川家で執事修行を積んでいる最中で、彼の事は「虎鉄君」と呼んでいる。虎鉄が一度逮捕された時でさえ彼の消息を大して気にしてもおらず、またアニメ第1期では「執事バトル」へ出場する約束を無断であっさり反故にされたりと、彼を執事としてきちんと監督できているとは言い難いが、相互に兄妹としても主従としても大切な存在として見ているようではある。なお、泉は幼稚園時代に虎鉄を「バカなお兄ちゃん」と呼んでいた。

## 備考
- 連載の初期から設定上存在している人物の一人。泉は読切の段階ではハヤテ、ナギ、マリア、クラウスの次の「5番目」に設定されていたキャラクターだったが、作者自身はすっかり忘れており後に資料を捜索していた際に作者が偶然その時の設定を見つけたことで思い出した[16]。
- 初登場は第34話（第4巻第3話）であり雪路がハヤテを不審者だとして排除しようとしている際、バス停の近くで腰掛けて美希と話しているシーン。第44話（第5巻第3話）で泉という名前が紹介される。第9巻では美希、理沙と共に表紙を飾った。
- 連載設定当初は執事漫画として受け入れられるか不明であったため、学園物のテイストを入れようとして入れた人物であった[5]。
- 以前はバックステージ[17]やプロフィールなど彼女に関係する設定でモブキャラの用語が随所に見られた。
- 第6巻のプロフィールはページ半分で、扱いは元々それほどでもなかった（美希の方が扱いは良かった）。作者によれば、本来は学校行事などでもっと登場させる予定だったとのことだが、想像以上に行事が少なく出番が減少してしまったという[5]。
- いじめられるのが好きな子ということで、第1回キャラクター人気投票では410票を集め第8位を獲得。他の2人（美希：27票、理沙：36票）の10倍以上の票を集め、3人娘中唯一ベスト10入りしており、作者もこの人気には驚いたという[18]。また、2007年10月に開催された「ハヤテのごとく!キャラクター人気投票in秋葉原」でも179票で第8位になっている。なお、2008年4・5月に開催された「ハヤテのごとく!キャラクター人気投票in大阪・日本橋」では135票で第7位になっており、出番が増え始めた第2回、第3回人気投票では6位に順位が上がっている。
- アニメでは公式メインキャストに挙がっており、主要登場人物の一人に設定が変更されている。一方、生徒会三人娘の他の二人はそのままである。ただし、キャラクターソングは3人揃ってだった。しかしアニメ第2期のキャラクターソングCDではファンの要望に応え、ソロ曲も収録された[19]。
- 第9巻表紙・連載第100回記念見開きなど原作のイラストにおいては、生徒会3人娘は「泉と取り巻きの2人の女の子」という構図が多く見られる。
- 背表紙も含め写真を映すポーズとして左手でVサインをすることが多く見られる。
- 小説版第1弾ではリナ＝イ○バースのコスプレをした動画を撮影されており、「あんな恥ずかしー動画流すんだったら、私が部室爆破しちゃうぞー！」と言ったら、ハヤテが原因で本当に部室が爆発した。なお、この挿絵マンガは原作者本人のもので、後に事情は原作中にも引用された。
- 『ハヤテ名作劇場』（店頭ポスター第5弾）ではアニメ化に関連して「歌の先生」として紹介されている。悪意は無いが少し毒舌。
- アニメ第1期では美希とナギの隣の席である。
- アニメ第1期の監督・川口敬一郎は描くのが難しいキャラの一人と言っている[20]。
- 泉・美希・理沙の血液型はそれぞれハヤテ・ナギ・マリアの血液型に相当する。
- ゲーム第2弾のCMでは、美希や理沙と違い出演している。
- アニメ第1期EDでは何故か髪の色が銀色のような色になっている（OPや本編では通常通り紫色）。
- ゲーム第2弾では、大事にしていた原子力潜水艦を親に捨てられたというエピソードを聞くことができる。
- アニメ第2期DVD特典「ハヤテのごとく!りみてっど!」では、泉がヒロインの場合のifストーリーを見る事ができる。
- 同じく「りみてっど!」にて、過去にラブレターを貰ったことがあると判明している。